# Las Tablas (métro de Madrid)
Las Tablas est une station de la ligne 10 du métro de Madrid et une station terminus de la ligne 1 du métro léger de Madrid. Elle est située rue de Palas del Rey, dans le district de Fuencarral-El Pardo, à Madrid.

## Situation sur le réseau
Établie en souterrain et en surface, la station de correspondance Las Tablas est située sur la ligne 10 du métro de Madrid, entre Ronda de la Comunicación et Montecarmelo ; et sur la ligne 1 du métro léger de Madrid, dont elle constitue le terminus nord, avant Palas del Rey.

## Histoire
La station ouvre au service commercial le 26 avril 2007, à l'occasion du prolongement de la ligne 10 du métro vers San Sebastián de los Reyes et de l'inauguration de la ligne 1 du métro léger.